# Palmeira de Faro e Curvos
Palmeira de Faro e Curvos est une paroisse civile portugaise (en portugais : freguesia) de la municipalité d'Esposende dans le district de Braga. Elle est créée en 2013, par fusion des paroisses de Palmeira de Faro et Curvos.

## Histoire
La paroisse est créée par la loi no 11-A/2013 du 28 janvier 2013 portant réorganisation administrative du territoire des freguesias, en fusionnant les paroisses de Palmeira de Faro et Curvos. Son nom officiel est União das Freguesias de Palmeira de Faro e Curvos et son siège est fixé à Palmeira de Faro.

## Démographie
Lors du recensement de 2021, Palmeira de Faro e Curvos compte 3 097 habitants.